# Liste der Monuments historiques in Montévrain
Die Liste der Monuments historiques in Montévrain führt die Monuments historiques in der französischen Gemeinde Montévrain auf.

## List der Bauwerke
| Bezeichnung    | Beschreibung                  | Standort | Kennzeichnung | Schutzstatus | Datum | Bild           |
| -------------- | ----------------------------- | -------- | ------------- | ------------ | ----- | -------------- |
| Kirche St-Rémy | Erbaut in 12./13. Jahrhundert | (Lage)   | PA00087128    | Classé       | 1928  | weitere Bilder |

## Liste der Objekte
Zum Verständnis siehe: Kirchenausstattung
- Monuments historiques (Objekte) in Montévrain in der Base Palissy des französischen Kultusministeriums